# Girl, Positive
Girl, Positive è un film per la televisione statunitense del 2007 diretto da Peter Werner.

## Trama
Una ragazza di nome Rachel scopre di aver contratto l'HIV attraverso un rapporto sessuale con un ragazzo del liceo, che dopo poco muore in un incidente stradale. Inizierà un lungo calvario e imparerà alla fine ad accettare la sua condizione, ma allo stesso tempo farà da promotrice per mettere in guardia i ragazzi. In questo complesso e lungo percorso sarà affiancata dalla sua insegnante Sarah, anche lei affetta dal virus.